# Pfarrkirche Altheim (Oberösterreich)

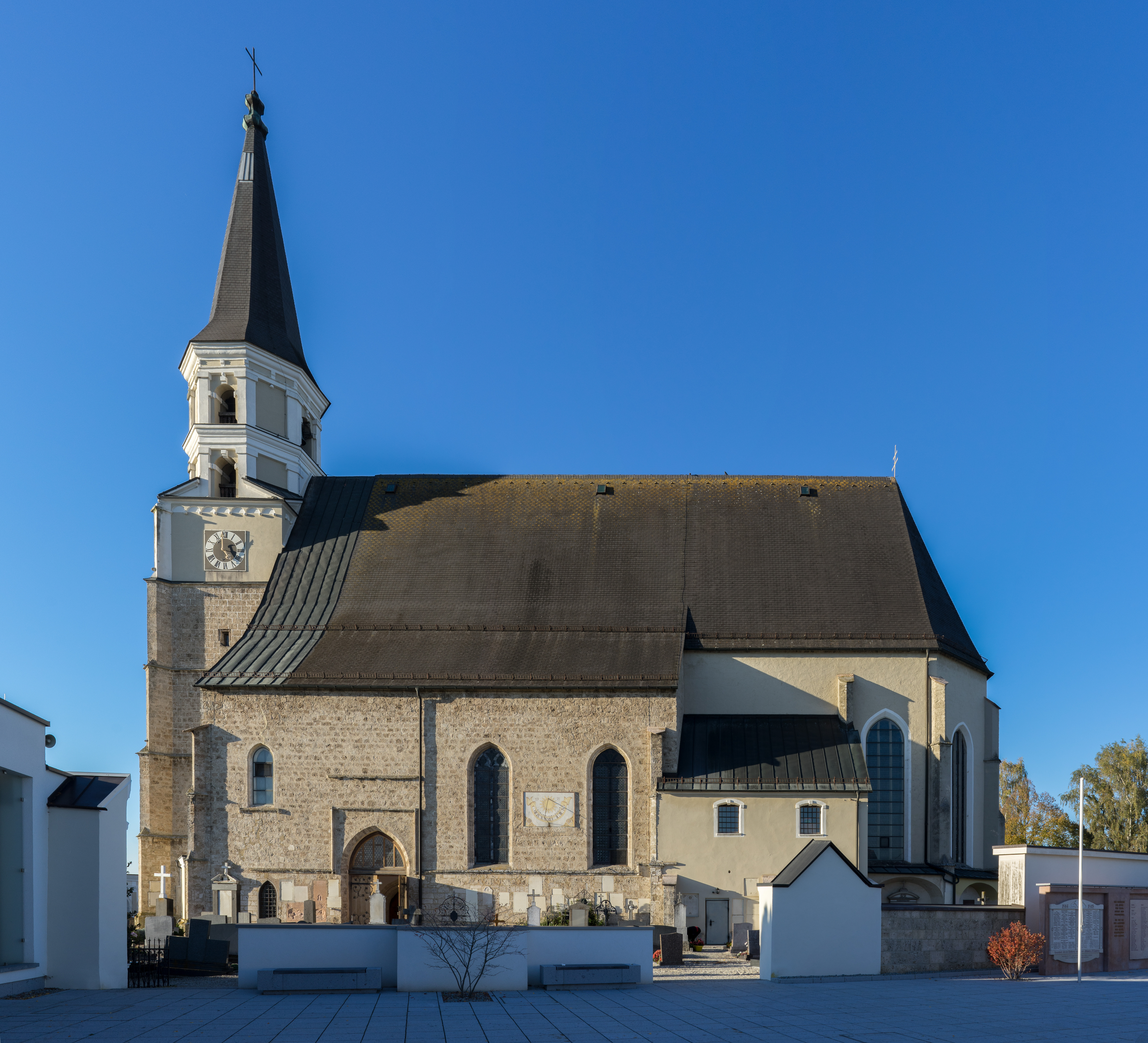
Außenansicht der Pfarrkirche St. Laurentius Altheim

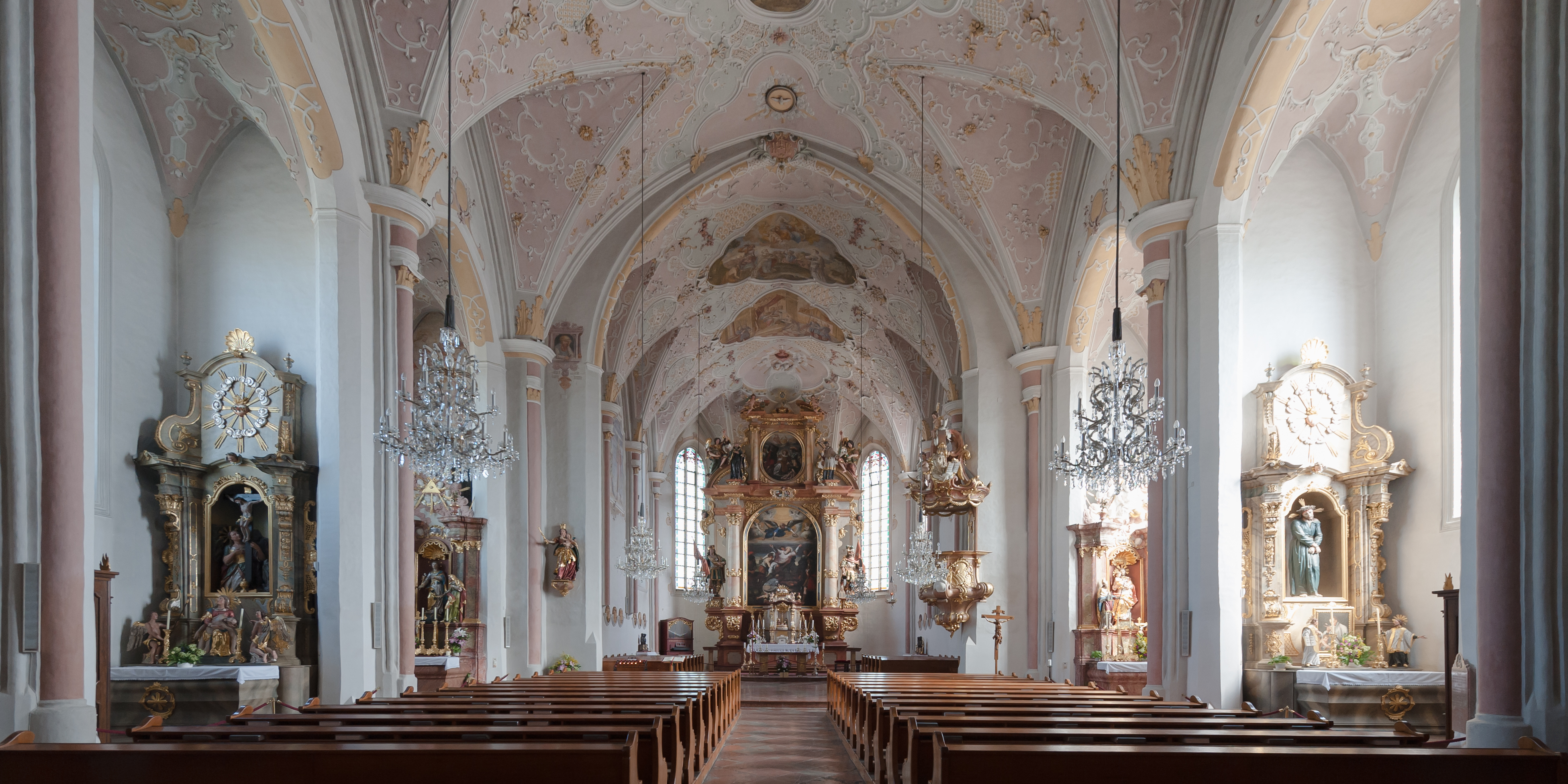
Innenansicht mit Blick auf den Hochaltar (1664)

Die Pfarrkirche Altheim steht in der Stadtgemeinde Altheim in Oberösterreich. Die römisch-katholische Pfarrkirche hl. Laurenz (Patrozinium: 10. August) gehört zum Dekanat Altheim-Aspach in der Diözese Linz. Die Kirche und der Friedhof stehen unter Denkmalschutz.

## Pfarrgeschichte
Das Ortsgebiet von Altheim, am Kreuzungspunkt zweier wichtiger Handelswege (Passau-Salzburg, München-Wels-Wien) sowie an der Einmündung des Tales der Ache in die Niederterrassen des Unteren Inn gelegen, ist, wie Funde zeigen, seit der Jüngeren Steinzeit besiedelt. Umfangreiche archäologische Untersuchungen in den 1990er Jahren belegen zudem die Anlage zumindest dreier römischer Gutshöfe (Villae rusticae) auf den Höhenterrassen des Ach-Tales im heutigen Gemeindegebiet von Altheim.
Wenn dies aufgrund bisher fehlender Untersuchungen auch nicht bestätigt werden kann, ist dennoch anzunehmen, dass es sich bei der, dem römischen Archidiakon Laurentius geweihten Kirche um eine Kultstätte spätrömischer Gründung handeln könnte. Die Christianisierung der Gegend am Inn erfolgte in nachrömischer Zeit vor allem vom Süden (Salzburg) und dem bayrischen Raum her durch die Hl. Rupert und Bonifatius. Die Christianisierung des Antiesen- und Achtales erfolgte durch das von Salzburg aus neu gegründete Kloster Münsteuer (an der Antiesen). Man darf also annehmen, dass in Altheim an der Stelle der heutigen Kirche St. Laurentius bereits in dieser Zeit eine Holzkirche bestanden hat, von der aus die „Urpfarre“ betreut wurde.
Um die Wende des ersten Jahrtausends ist für dieses Gotteshaus jedenfalls bereits eine Pfarre belegt, die um die Mitte des 11. Jh. ihre größte Ausdehnung erreichte, und durch die Gebiete bis hinein in den Hausruck seelsorglich betreut wurden. Am Ende des 11. Jahrhunderts wurde diese Urpfarre in vier selbständige Seelsorgesprengel aufgeteilt. In der Altheimer Pfarre verblieben damals die Filialen St. Michael in Geinberg, St. Nikolaus in Nonsbach, St. Andreas in Polling, Unsere Liebe Frau in Mühlheim, sowie die 1180 erbaute Filialkirche St. Ulrich in Altheim, und ab 1636 die St. Sebastianskapelle in Altheim (die heutige Marktkirche St. Sebastian). Als erster Pfarrherr ist aus dem Jahr 1196 ein Ludwicus parrochians de Altheim urkundlich gesichert. Im Jahr 1359 wurden Geinberg und Nonsbach selbständig, die übrigen Filialkirchen unterstanden bis in die Regierungszeit Josephs II. dem Altheimer Pfarrherren.
Nach der Abtretung des Innviertels von Bayern an Österreich kam es, ausgelöst durch die Kirchenpolitik Josephs II., auch zur Neueinrichtung der Diözesen und Pfarren. So wurden in den 1780er Jahren die Filialen Polling und Mühlheim von der Pfarre gelöst, die Filialkirche St. Ulrich in Altheim wurde 1799 abgetragen. Infolge dieser Umstrukturierungen wurde auch der über Jahrhunderte am Mauernberg befindliche Pfarrhof aufgelöst und 1895 in unmittelbarer Nähe der Pfarrkirche St. Laurentius ein Neubau errichtet.

## Baugeschichte der Kirche
Untersuchungen zu Vorgängerbauten an diesem Standort wurden bislang nicht vorgenommen. Es kann aber vermutet werden, dass hier in unmittelbarer Nähe einer römischen Villa rustica (Simetsberg) gelegen, eine frühchristliche Kultstätte bestanden haben könnte, die später zu einer Holzkirche ausgebaut, Zentrum einer Urpfarre war.

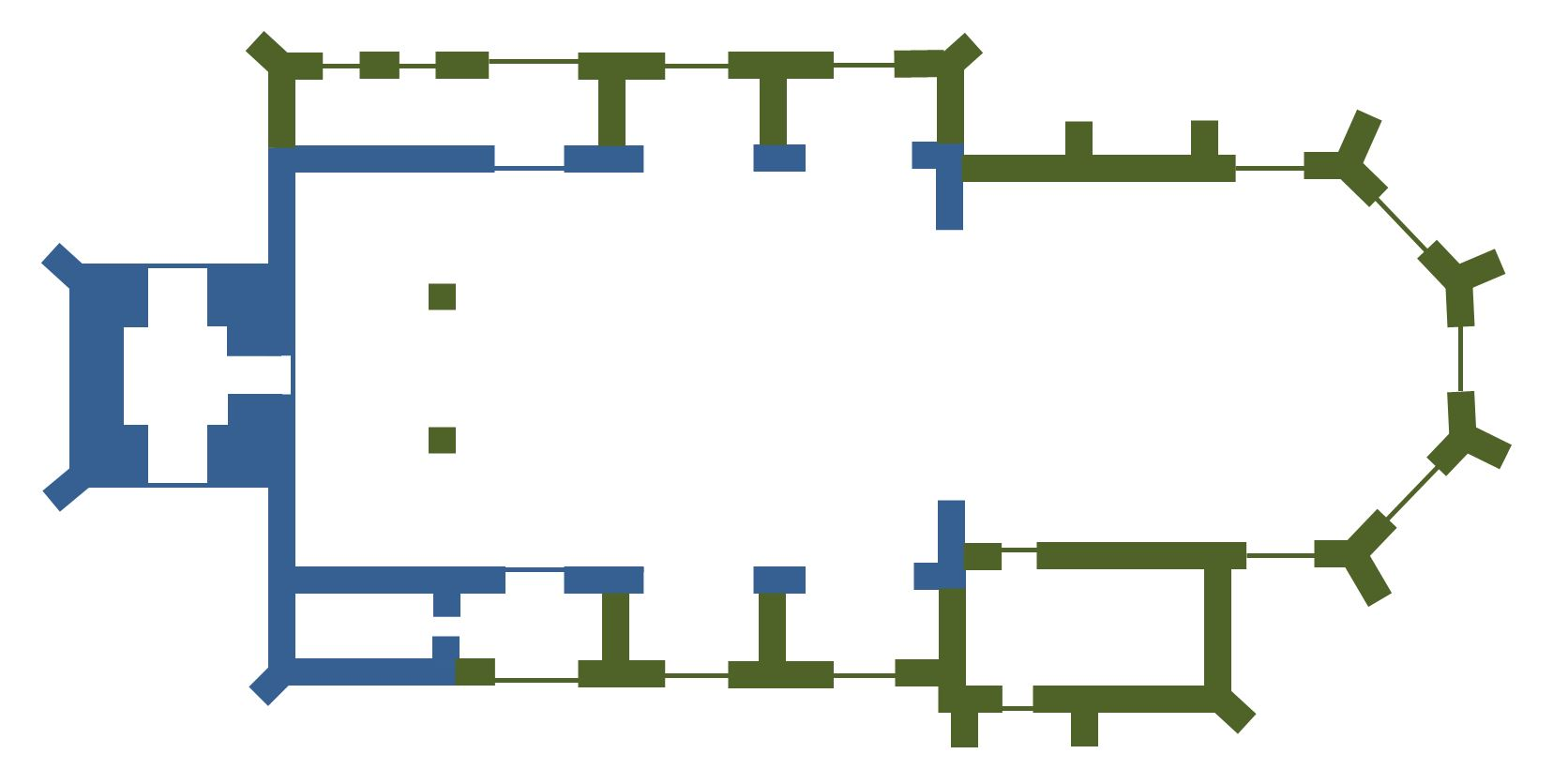
Grundriss der Pfarrkirche St. Laurentius Altheim mit den Bauabschnitten der Frühgotik (blau) und der Spätgotik (grün). Nach Thomas C. Pumberger

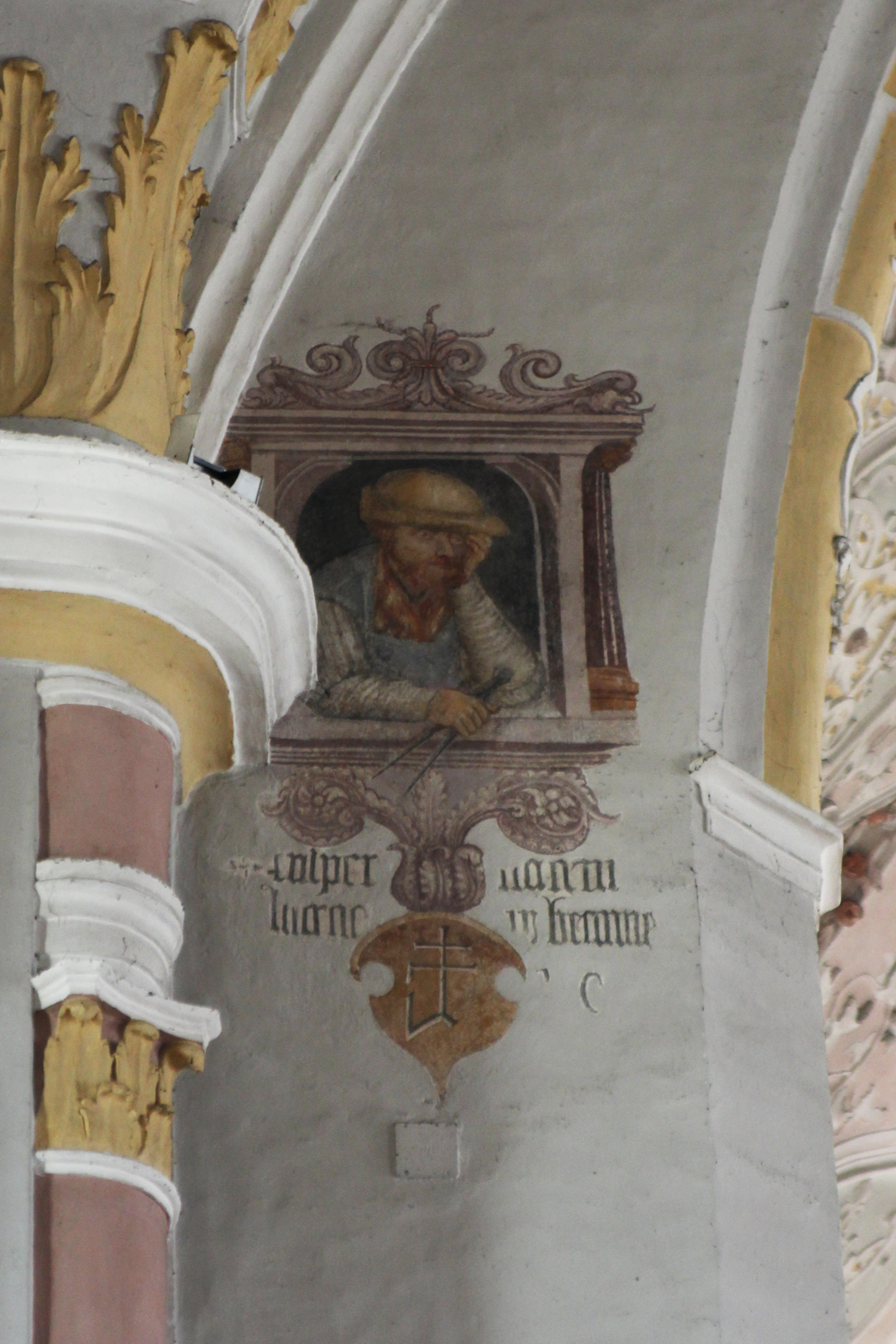
Das Porträt Sebastian Jungers zeigt den Baumeister des spätgotischen Neubaues der Kirche als Fenstergucker am Chorbogen.

Der erste gesicherte Baubestand der Kirche kann heute auf das späte 14. Jahrhundert datiert werden. Der damalige Bau dürfte ein dreischiffiger Raum mit einem Anbau im Süden, der als Beinhaus diente, gewesen sein. In einer weiteren Bauphase in der Spätgotik entstand der Bau in seiner heutigen Größe. Der Baumeister Sebastian Junger, Absolvent der Burghauser Schule, schuf in den Jahren 1516 bis 1525 eine Saalkirche mit vierjochigem Langhaus und zweijochigem Chor, mit einer beeindruckenden Raumwirkung. Er bezog dabei das Langhaus des frühgotischen Vorgängerbaues mit ein und erweiterte dieses im Süden und Norden um Kapellen und Torhallen, wobei er auch das bestehende spätmittelalterliche Beinhaus (heute Erlöserkapelle) mit integrierte. Den neuen Chor, der mit einer Apsis im ⅜-Schluss abschließt, errichtete er in einem weiten Bogen um die bestehende Apsis, die später abgerissen wurde. Der Turm, der auf der Westseite des Gotteshauses anschließt, wurde im Jahr 1539 vollendet. Er wurde in Form von fünf quadratischen, zwei achteckigen Stockwerken und einem achteckigen Spitzhelm errichtet. Die sich nach oben hin verjüngenden Strebepfeiler verleihen dabei den Eindruck eines sich als Ganzes verjüngenden Turmes, der dabei perspektivisch etwas höher erscheint. 1642 wurde der Spitzhelm abgenommen, die Oktogongeschoße im frühbarocken Stil umgestaltet und eine Schindelkuppel aufgesetzt, was jedoch der Darstellung im Stich von Michael Wening mit einer Ansicht Altheims aus dem Jahr 1705 widerspricht, auf der ein Spitzhelm zu sehen ist.

### Renovierungen und Restaurierungen (1982–2006)
Zu Beginn der 1980er Jahre befand sich der bauliche Zustand des Gotteshauses in einem äußerst schlechten Zustand, so dass man mit einer baupolizeilichen Schließung rechnen musste. Die Pfarre entschloss sich daraufhin zu einer grundlegenden Renovierung, die 1982 mit einer großangelegten Außenrenovierung und der Erneuerung von Dachstuhl und Dach begonnen wurde.
Anschließend wurden ab 1986 die Instandsetzungsarbeiten im Inneren der Kirche fortgesetzt. Hier drohten Teile des reichen Stuckwerks abzustürzen, der Raum war stark verrußt und durch vergangene Übermalungen (1828, 1892 und 1938) zum Teil stark in Mitleidenschaft gezogen. Nach der Sicherung der Stuck-tragenden Schichten konnte mit der Freilegung der ursprünglichen Schichten durch die Entfernung der Übermalungen fortgefahren werden. Die Farbgebung erfolgte schließlich nach den vorgefundenen Farbtönen in grau, altrosa und hellgrün, nach dem spätbarocken Raumkonzept von 1737, das Johann Michael Vierthaler (ca. 1685–1743) und Johann Georg Reischl (Geburts- und Sterbedaten unbekannt) bei der spätbarocken Ausgestaltung der Kirche entwarfen.
Die Deckenfresken bedurften im Grunde nur einer Reinigung, Kittung und Retuschierung. An den Wänden der Nord-Kapellen sowie im Langhaus und im Chor konnten im Zuge der Restaurierungsarbeiten zahlreiche Wandmalereien freigelegt und zum Großteil auch erhalten werden. Die großen Apostelbilder an den Wänden von Chor und Langhaus waren allerdings nicht mehr in ihrer Ursprünglichkeit zu erhalten und man entschloss sich daher für eine Neufassung.
Gleichzeitig erfolgte ab 1987 auch eine Renovierung des Inventars der Kirche, bei welcher man sich auf ein Freilegungskonzept einigte, das die Farbgebung um oder kurz nach der Stuckierung der Kirche im Jahr 1737 wiedergibt, um somit eine harmonische Einheit von Raum und Inventar zu erreichen. Dabei wurde beim Hochaltar in den Jahren 1987–1989 die zweite Farbfassung (auf der noch erhalten gebliebenen Originalfassung von 1664) rekonstruiert und auch die figurale Ausstattung jener dieser Zeit angepasst. Da die Kanzel unter weniger Umgestaltungen gelitten hatte, konnte man sich hier im Jahr 1990 auf die Sichtbarmachung und Renovierung der originalen Farbgebung sowie der Restaurierung der Figurenausstattung konzentrieren.
Die Altäre in den vorderen Seitenkapellen (Marienaltar und Josephsaltar) waren durch unsachgemäße Eingriffe im 19. und 20. Jahrhundert schwer in Mitleidenschaft gezogen worden und drohten zusammenzustürzen. Sie wurden im Jahr 1990 umfangreich rekonstruiert und restauriert. Im Jahr 1991 folgten die hinteren Seitenaltäre (Magdalenen-Altar und Elend-Altar), welche auch wieder in ihren originalen Zustand rekonstruiert wurden. Darüber hinaus war zu dieser Zeit ein Teil des in pfarrlichem Besitz befindlichen künstlerischen Inventars in Dachböden und Speichern zwischengelagert, das auf Wunsch der damaligen Verantwortlichen der Pfarre wieder in die Kirche rückgeführt und so der Öffentlichkeit sichtbar gemacht werden sollte. Diese Objekte wurden ebenfalls sachgerecht restauriert und fügen sich heute harmonisch in den Kirchenraum und die Kapellen ein.
Im Jahre 1991 entschloss man sich auch, die, nach mehreren Umbauten inzwischen nur mehr sehr unbefriedigend spielbar gewordene Orgel, einer grundlegenden Renovierung zu unterziehen. Die Arbeiten orientierten sich dabei an einem Konzept, das sich an der noch vorhandenen historischen Substanz richtete und konnten 1994 erfolgreich abgeschlossen werden.
In den Jahren 1995–2001 erfolgte die schrittweise Restaurierung der großen Weihnachtskrippe. In den Jahren 2000–2002 wurde die Erlöserkapelle einer umfangreichen Restaurierung unterzogen, bei der die zweite Raumfassung von 1710 freigelegt und restauriert wurde. Im Zuge dieser Arbeiten wurde 2001 für den Süd-Eingang ein neues Außenportal angefertigt.
Im Jahr 2006 entschloss man sich, um eine konsequente Wiederherstellung des architektonischen Konzeptes der Spätgotik zu erreichen, auch die ursprüngliche Eingangssituation in die Kirche wiederherzustellen. Nachdem 1972 das Nordportal zugemauert wurde, war die Kirche seit dieser Zeit nur mehr über den südlichen Eingang zu betreten. Die Türflügel für das neue Außenportal wurden angefertigt und der an die Torhalle angrenzende Kapellenraum (Auferstehungskapelle) mit einem neuen Raumkonzept ausgestattet.

## Architektur
Nach den umfangreichen Renovierungs- und Restaurierungsarbeiten der vergangenen Jahrzehnte bildet der "Dom des Achtales", wie die Kirche regional auch genannt wird, ein wahrscheinlich vorher nie gekanntes einheitliches Ensemble an künstlerischer Ausstattung und Architektur, vom frühen 16. Jahrhundert bis zur Gegenwart.

### Langhaus und Chor
Der Innenraum des Kirchenbaues besticht heute durch seinen offenen und lichten Charakter, der durch die säulenlose spätgotische Konzeption Sebastian Jungers erzeugt wird. Die ursprünglich mit einem Netzrippenwerk überzogenen Gewölbe überschirmen in einer Höhe von 15 m das über 15 m breite Langhaus und den nur unwesentlich schmäleren aber genauso hohen Chor (Presbyterium). Die Last des Gewölbes dabei über Strebepfeiler abgeleitet, die Junger geschickt in die Mauern von Chor Langhaus und Kapellennischen integrierte.
Die heutige Farbgebung von Raum und Inventar ist das Ergebnis von umfangreichen Renovierungs- und Restaurierungsarbeiten, die zwischen 1986 und 2006 umgesetzt, im Wesentlichen die Raumwirkung nach der ersten großen Umgestaltung im spätbarocken Stil wiedergibt. 1737 schufen Johann Michael Vierthaler (ca. 1685–1743) die reichen Stuckarbeiten des Kirchenraumes und Johann Georg Reischl (Geburts- und Sterbejahr unbekannt) die Gewölbe-, die Wandfresken (Apostelbilder), die Neufärbung des Hochaltares sowie die Neuausführung der vier Altäre in den Seitenkapellen.

#### Fresken und Wandmalereien

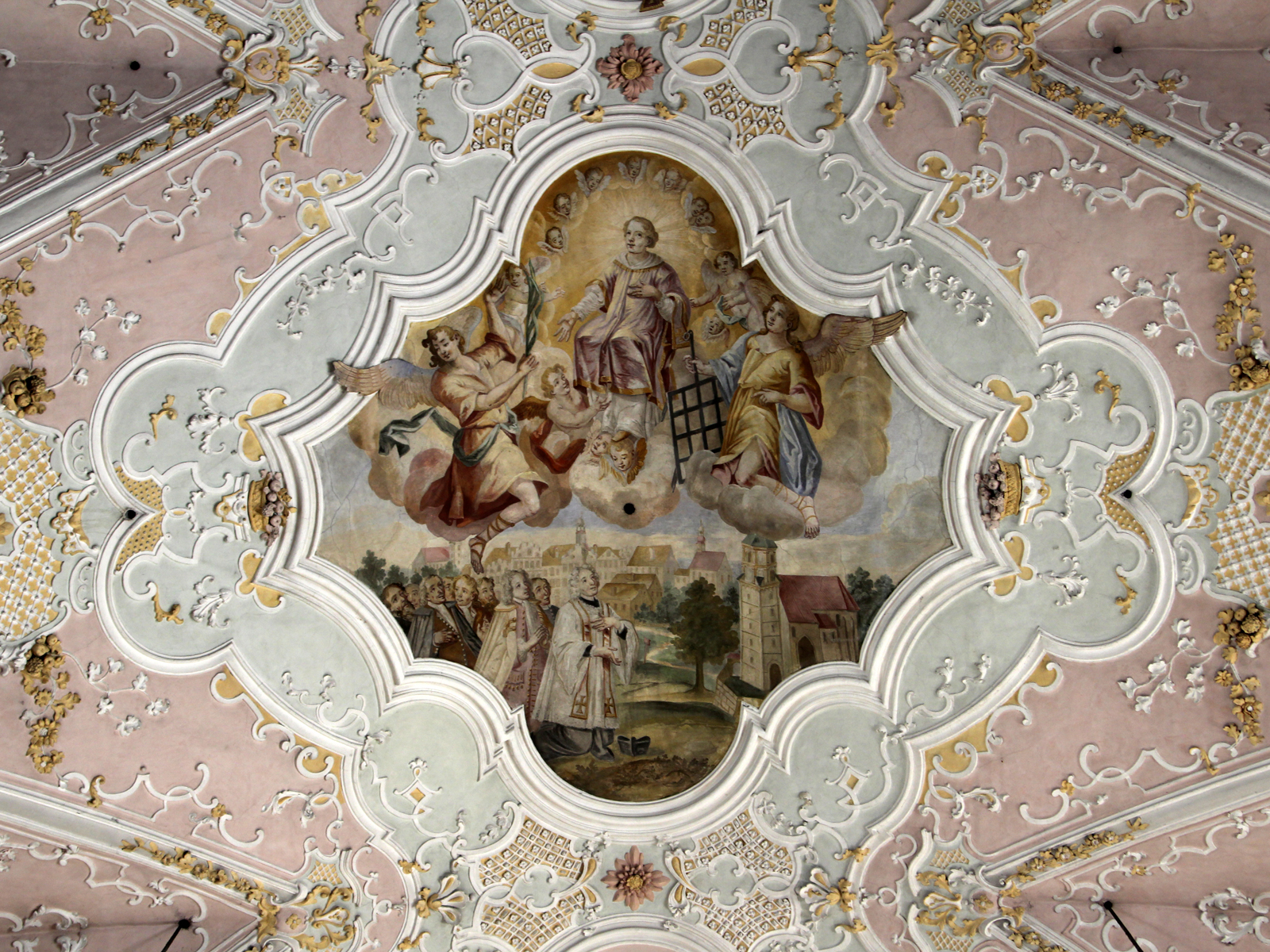
Detail aus dem Deckenfresko: Verehrung des Hl. Laurentius durch Klerus und Bürgerschaft von Altheim, mit einer Ansicht des Marktes Altheim. Fresken von Johann Georg Reischl, Stuckaturen von Johann Michael Vierthaler, 1737

In den Deckenfresken des Chores bildet Reischl die Diakonatsweihe des Hl. Laurentius sowie das Martyrium des mit ihm hingerichteten Papstes Sixtus II. ab. Die drei Deckenfresken des Langhauses zeigen (gesehen von der Orgel Richtung Hochaltar) die Verurteilung, das Martyrium und die Verehrung des Kirchenpatrons. Besonders interessant ist dabei Letzteres, mit der Verehrung des Kirchenpatrons durch die Altheimer Bürgerschaft und des Klerus vor der realitätsnahen Darstellung des Marktes, in der deutlich die Kirchen (St. Ulrich, St. Sebastian, St. Laurentius) und der Rathausturm zu erkennen sind. Die Deckenfresken der zwei vorderen Seitenkapellen stellen Laurentius bei der Austreibung des Teufels aus einem Besessenen (Josephskapelle) und bei der Heilung von Kranken (Marienkapelle) dar. Die Fresken der hinteren Kapellen konnten bei der Renovierung in den 1980er Jahren nicht wieder hergestellt werden und wurden durch Spiegel ersetzt. Die Deckenfresken der Seitenkapellen sind in Camaieu-Technik ausgeführt.

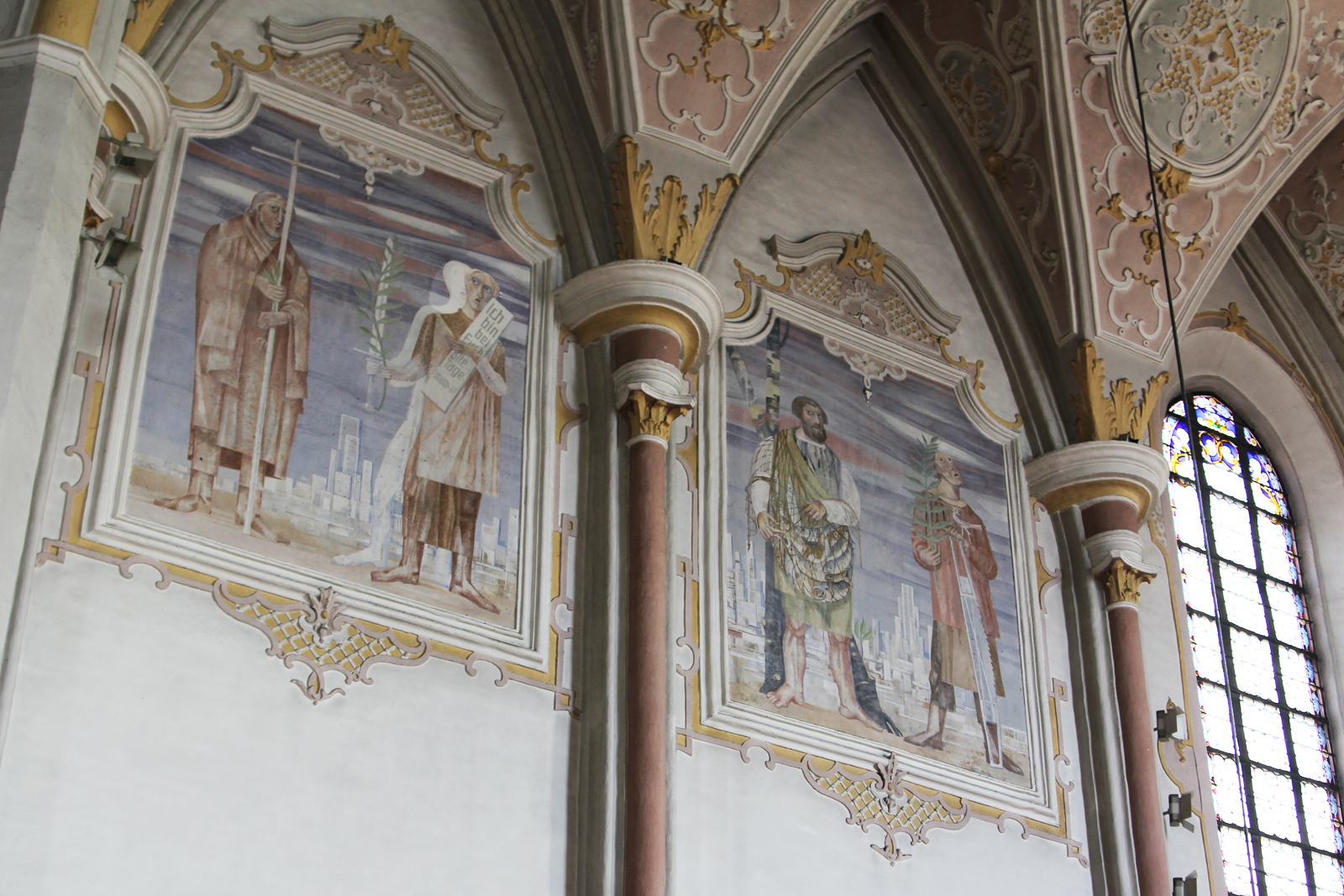
Zwei der sechs Apostelbilder (Philippus, Matthäus, Andreas und Simon darstellend) von Helmut Michael Berger, 1986

An den Wänden des Chores und des Langhauses brachte Joseph Georg Reischl bei der Neuausgestaltung 1737 sechs Apostelbilder an, die aber leider durch die Übermalungen 1828 und 1892 so tiefgreifend zerstört wurden, dass sie bei der Renovierung in den 1980er Jahren nicht rekonstruiert werden konnten. Daraufhin beauftragte man 1896 den Linzer Künstler Helmut Michael Berger mit der Neuschaffung diesen monumentalen Apostelzyklus, der sich vor allem durch die Verwendung der vorgegebenen Farbpalette harmonisch in das in sich geschlossene Raumensemble der Kirche einfügt. An der Südseite des Chores zeigt Berger die Apostel Petrus, Paulus, Jakobus und Johannes, an der Nordwand Philippus, Matthäus, Andreas und Simon. Die Bilder über den Portalen des Langhauses zeigen im Norden Thomas und Matthias und im Süden Bartholomäus und Thaddäus.

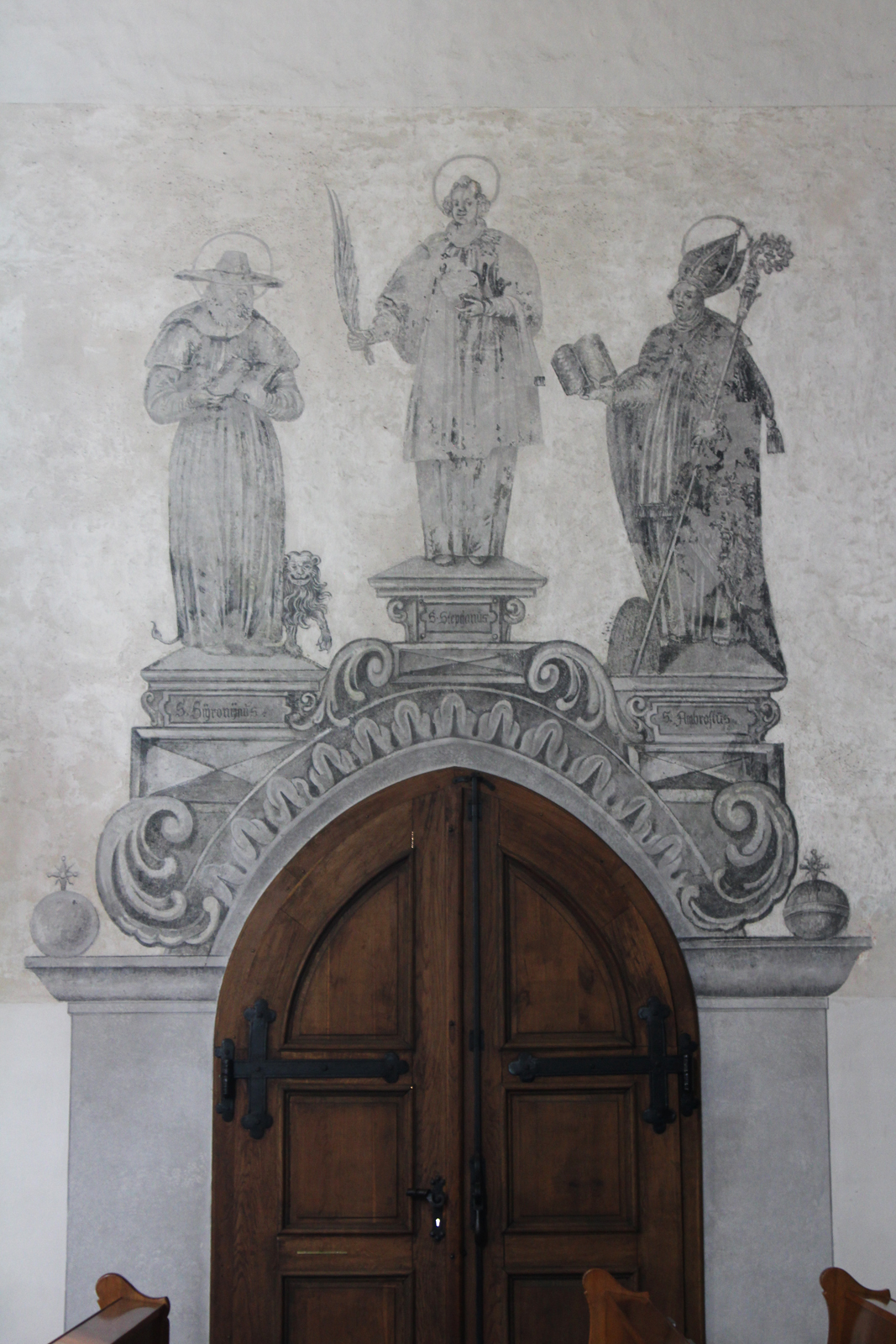
Renaissance-Bildfeld (um 1600) über dem Südportal, in Grisaille-Technik, die Hl. Stephanus, Hieronymus und Ambrosius darstellend

Von der ursprünglich reichlichen Ausstattung an Wandmalereien konnten im Zuge der Renovierungen der 1980er Jahre einige wenige freigelegt gesichert werden. Über den beiden frühgotischen Innenportalen der Kirche finden sich zwei große Wandmalereien in Grisaille-Technik aus der Zeit nach 1600 und stilistisch der Donauschule zuzuordnen. Sie zeigen über dem Südportal die Hl. Stephanus (Diözesanpatron des damaligen Heimatbistums Passau), sowie Hieronymus und Ambrosius. Über dem Nordportal die Hl. Laurentius (Kirchenpatron) und Gregorius und Augustinus.

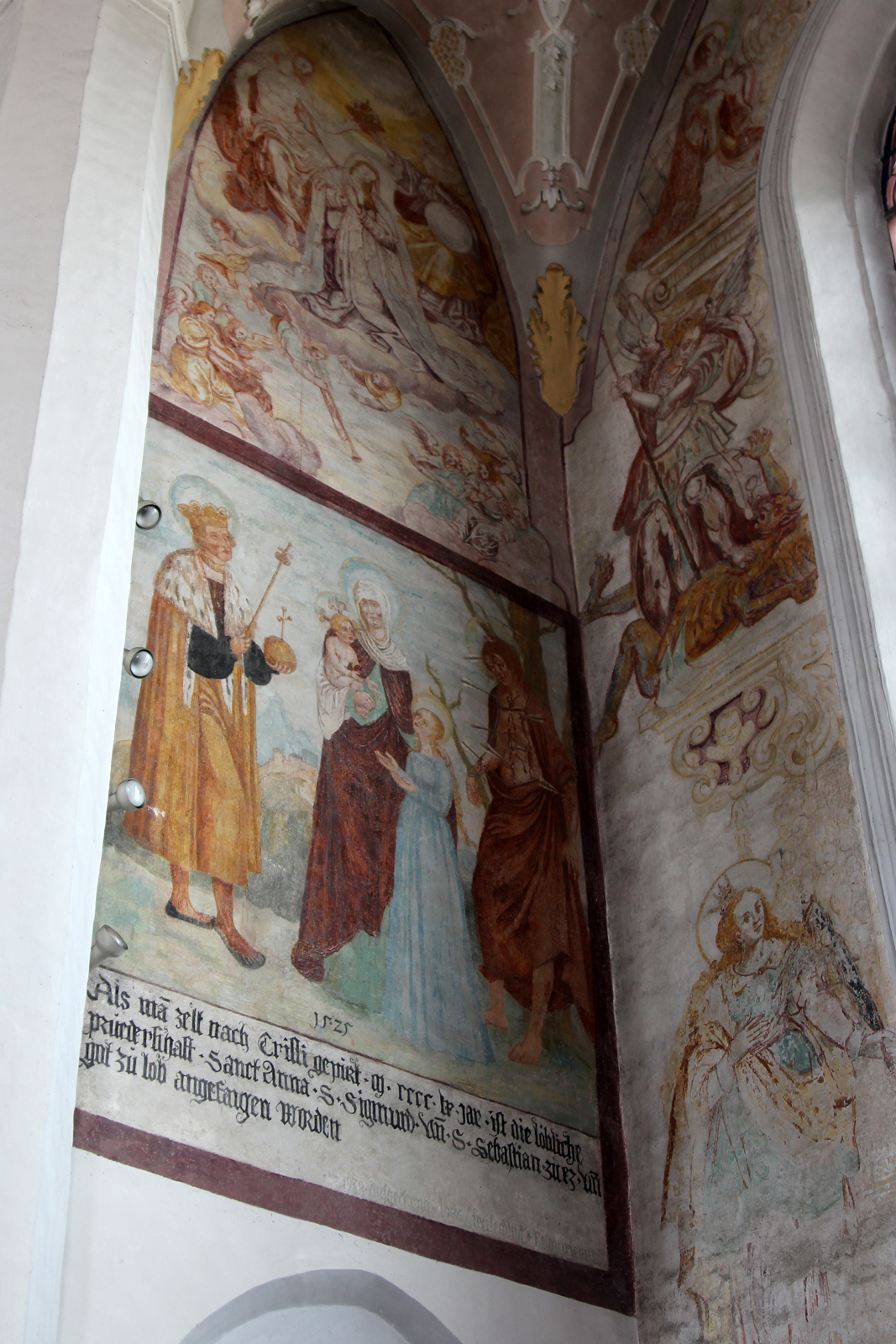
Die 1525 entstandenen Darstellungen der „Anna-Selbdritt“ (unten) und der Aufnahme Marias in den Himmel (oben), sowie auf der Fensterseite die nach 1680 entstandenen Darstellungen der Hl. Katharina und des Erzengels Michael in der Marienkapelle

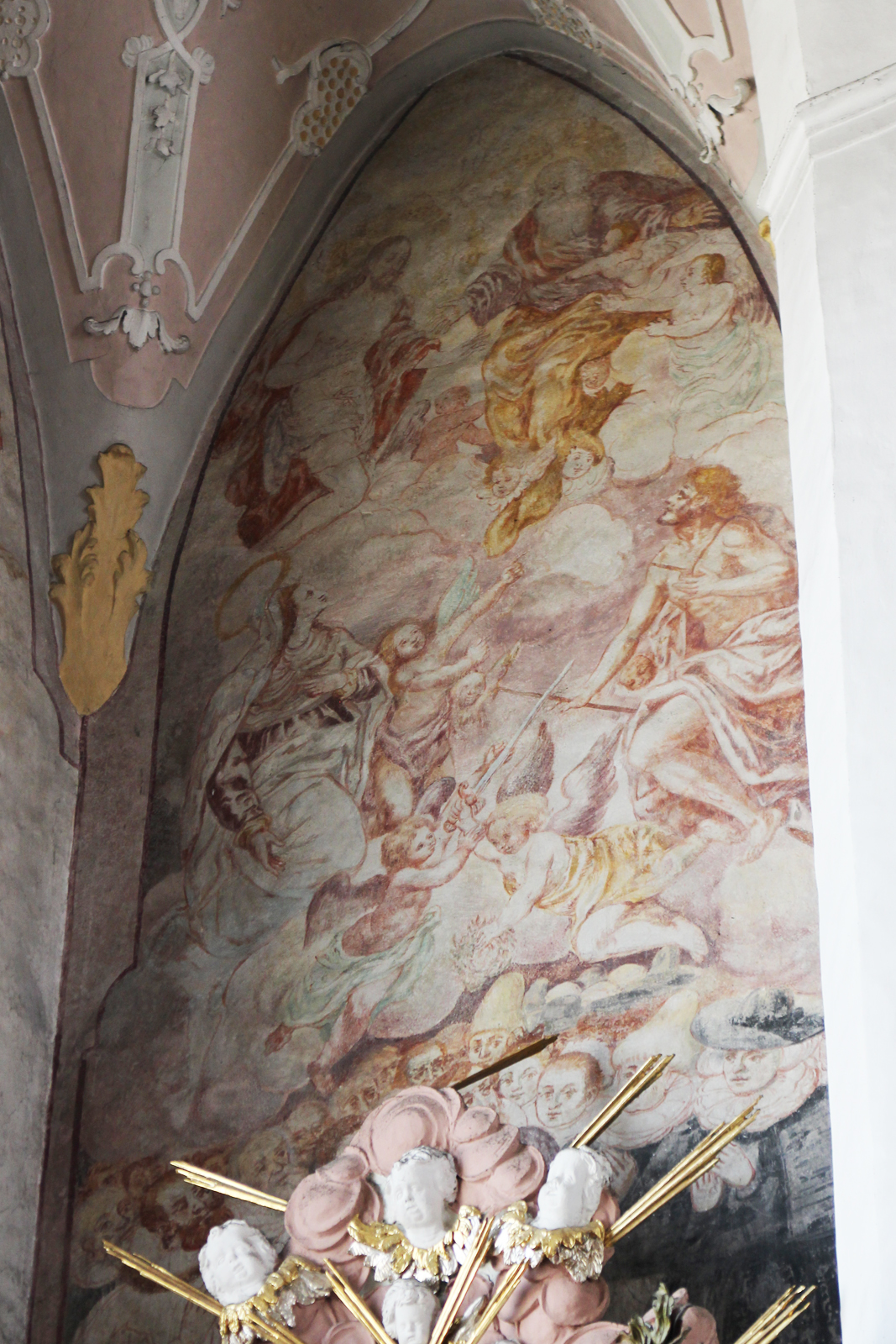
Fresko (um 1680) darstellend die Familie Wittelsbach (Kurfürst Maximilian II. Emanuel) in der Marienkapelle

Auch in der Marienkapelle finden ausgedehnte Bilderfelder, welche auf die Zeit vor der Umgestaltung 1737 zurückgehen: an der Westwand beispielsweise die mit 1525 signierte Darstellung (in Al-secco-Technik, stilistische Zuordnung zur Donauschule), welche im Hauptbild die Anna-Selbdritt und darüber die Aufnahme Mariens in den Himmel zeigt. An der Nordwand finden sich die Darstellungen der Hl. Barbara und Katharina, darüber der Hl. Petrus sowie der Erzengel Michael und im Scheitel die beiden Pfarrpatrone Ulrich und Laurentius. Die Malerei auf der Ostseite, über dem Altaraufbau, zeigt die Kurfürstliche Familie der bairischen Wittelsbacher.

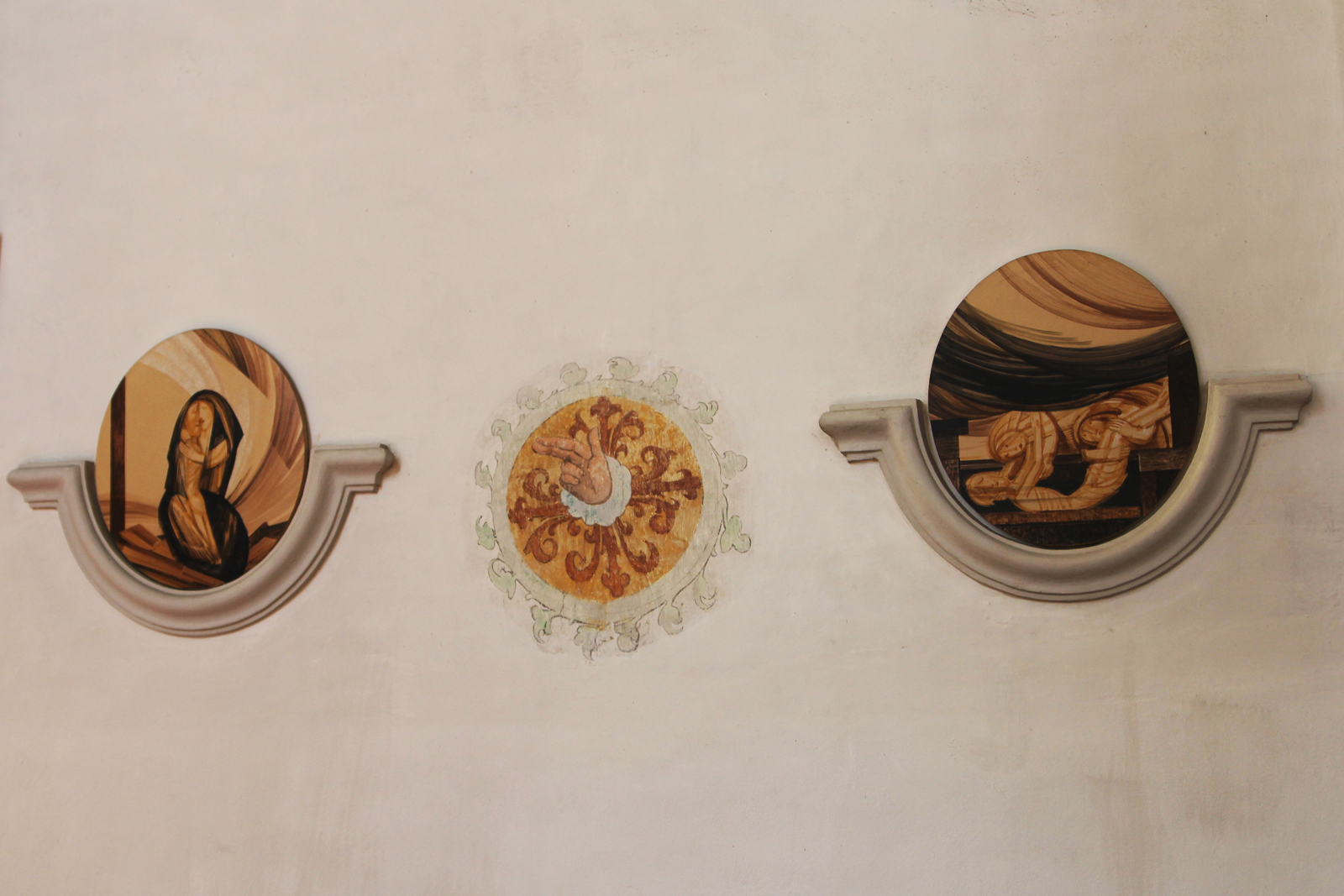
Apostelkreuz (segnende Hand, aus der Zeit der Kirchweihe) und zwei der Kreuzwegbilder (1989) von Helmut Michael Berger

Im Presbyterium findet sich an der Südseite über dem Eingang von der Sakristei ein ausgedehntes Bilderfeld, das als sogenanntes „Memorialbild“ (Gedenkbild), das als Andenken an die Familien der beiden Altheimer Ratsherren Klinger und Ehnger dienen sollte und mit der Jahreszahl 158- signiert ist (die vierte Jahreszahl ist mit den Einbau der Kanzel 1758 verloren gegangen).
Darüber hinaus findet sich am nördlichen Presbyteriumsbogen das Porträt des Erbauers der Kirche, Sebastian Junger, quasi aus einem Fenster in die Kirche blickend. An der Südwand des Presbyteriums sind uns darüber hinaus zwei Apostelkreuze erhalten, welche jene Stellen markieren, an welchen der Kirchenbau um 1525 gesalbt wurde. Hinter dem Hochaltar befindet sich ein Fragment der Darstellung des Apostels Jakobus.

### Taufkapelle
Das Erdgeschoß des Turmes, das man durch eine Tür unter den Emporen an der Westseite der Kirche betritt, stellt das ehemalige Läuthaus dar. Nach der Elektrifizierung des Geläutes wurde dieser Raum über Jahrzehnte kaum mehr genutzt. Mit der Renovierung in den 1980er Jahren entschloss man sich, diesen als Taufkapelle einzurichten. Das Taufbecken, gefertigt aus Adneter Kalkstein („Marmor“) ist mit einer hölzernen Kuppel verschlossen. Das Gemälde an der Westwand der Kapelle, das Ignaz Jäger 1828 geschaffen hat, zeigt das Pfingstwunder. Es ist flankiert von den Hl. Ignatius von Loyola und Franz Xaver. Des Weiteren finden sich hier Holzskulpturen der Hl. Magdalena und Petrus. Das Glasfenster („Sündenfalls im Paradies“) aus dem Jahr 1986 stammt von Helmut Michael Berger.

### Erlöserkapelle und südliche Torhalle

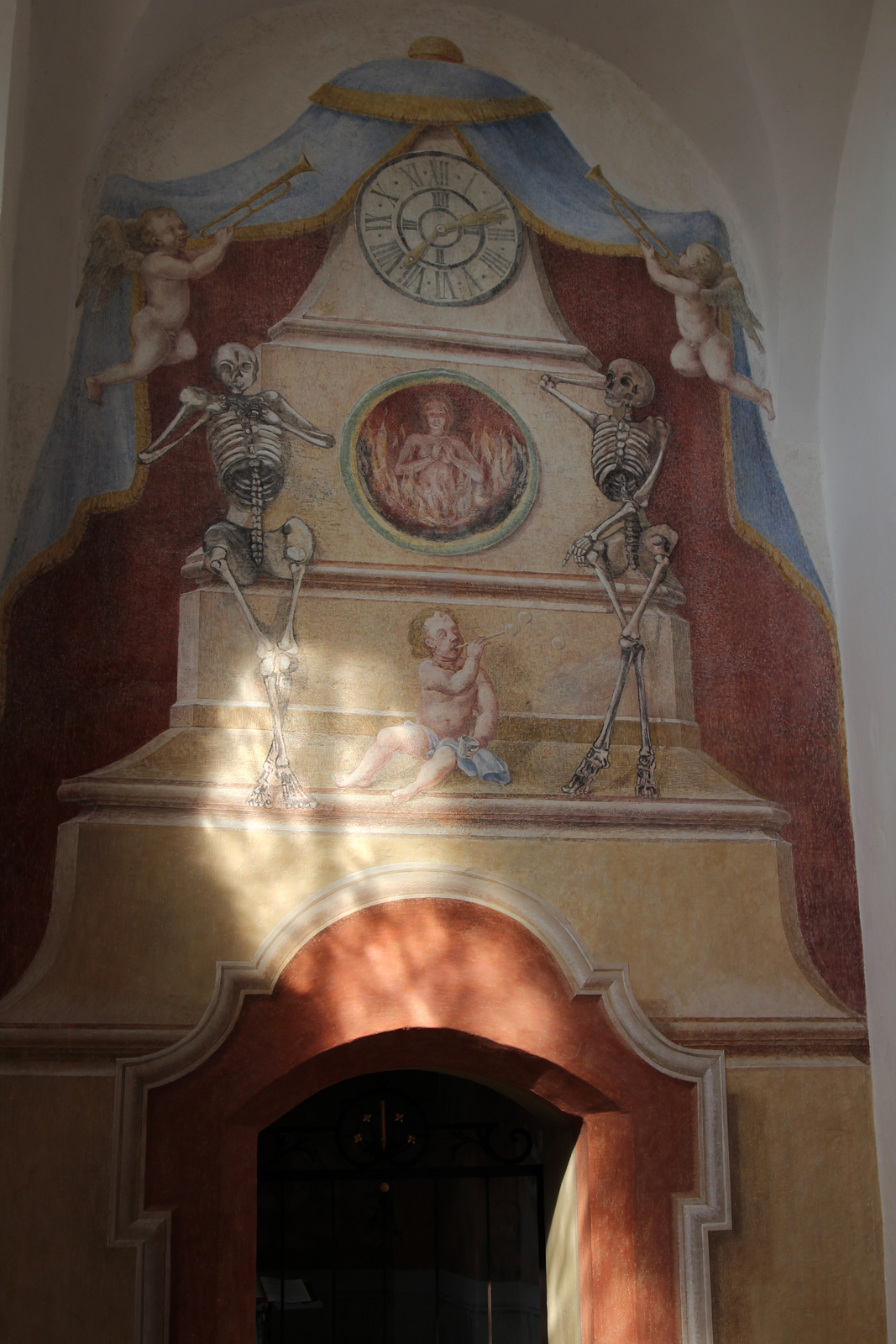
Der Eingangsbereich zur Erlöserkapelle in der südlichen Torhalle

Dieser Raum zählt gemeinsam mit dem Langhaus zum ältesten Teil des Kirchenbaues und ist von der südlichen Torhalle aus zu betreten. Er bestand als Anbau bereits beim frühgotischen Vorgängerbau, dessen Errichtung mit dem Ende des 14. Jh. angenommen werden darf. Der rechteckige Raum ist zweijochig angelegt, wobei jedes Joch ein Quadrat mit einer Seitenlänge von 7 Fuß (ca. 2,20 m) bildet, und von einem Kreuzrippengewölbe überspannt ist. Ursprünglich was dieser Kirchenanbau als Beinhaus („ossuarium“) genutzt. Beim spätgotischen Neubau der Kirche wurde dieser Raum von Sebastian Junger in den neu geschaffenen Kapellen- und Torhallenkranz eingegliedert.
Über die Jahrhunderte wurde dieser Raum bis 1830 als Beinhaus genutzt. Danach wurden dort Epitaphe präsentiert und der Raum weiß getüncht. Im 20. Jahrhundert diente er dann als Lagerraum, bis man sich 1975 zu einer Reaktivierung entschloss. Die dabei zufällig entdeckten Wandmalereien wurden daraufhin derart unsachgemäß „renoviert“, dass die Farbfassung von 1740 (neben einer Fassung von 1681 und 1710 die jüngste) zur Gänze zerstört wurde. 2002 entschloss man sich diese Kapelle in der Fassung von 1710 wiederherzustellen.
Über dem Eingang zur Kapelle in der südlichen Torhalle erstreckt sich ein beeindruckendes Bilderfeld eines „Memento mori“, auf dem tanzende Gerippe, ein Kind das Seifenblasen bläst und eine Uhr auf die Vergänglichkeit und Nichtigkeit des Lebens hinweisen. Im Zentrum blickt man quasi durch eine runde Öffnung direkt ins Fegefeuer, wo eine Frau für ihr Seelenheil betet. An der Westwand der Kapelle sind Adam und Eva im Fegefeuer dargestellt, darüber der sich öffnende, und die dunklen Wolken des Feuers vertreibende Himmel mit einer von Engeln getragenen Monstranz, dem Zeichen Christi als Stifter eines neuen Bundes und Erlöser, an der die Hl. Laurentius und Stephanus (seitlich) und der Erzengel Michael mit Schwert und Seelenwaage (im Baldachin).
In den beiden bei der Renovierung 2002 entdeckten Lichtnischen („occuli“), in denen ursprünglich das „ewige Licht“ seinen Platz fand, finden wir heute ein spätbarockes Reliquiar der Hl. Thekla, sowie eine Statue des Hl. Laurentius. Über dem Portal befindet sich eine Christusfigur auf dem Erdball, als Symbol des Siegers über den Tod.

### Auferstehungskapelle und nördliche Torhalle

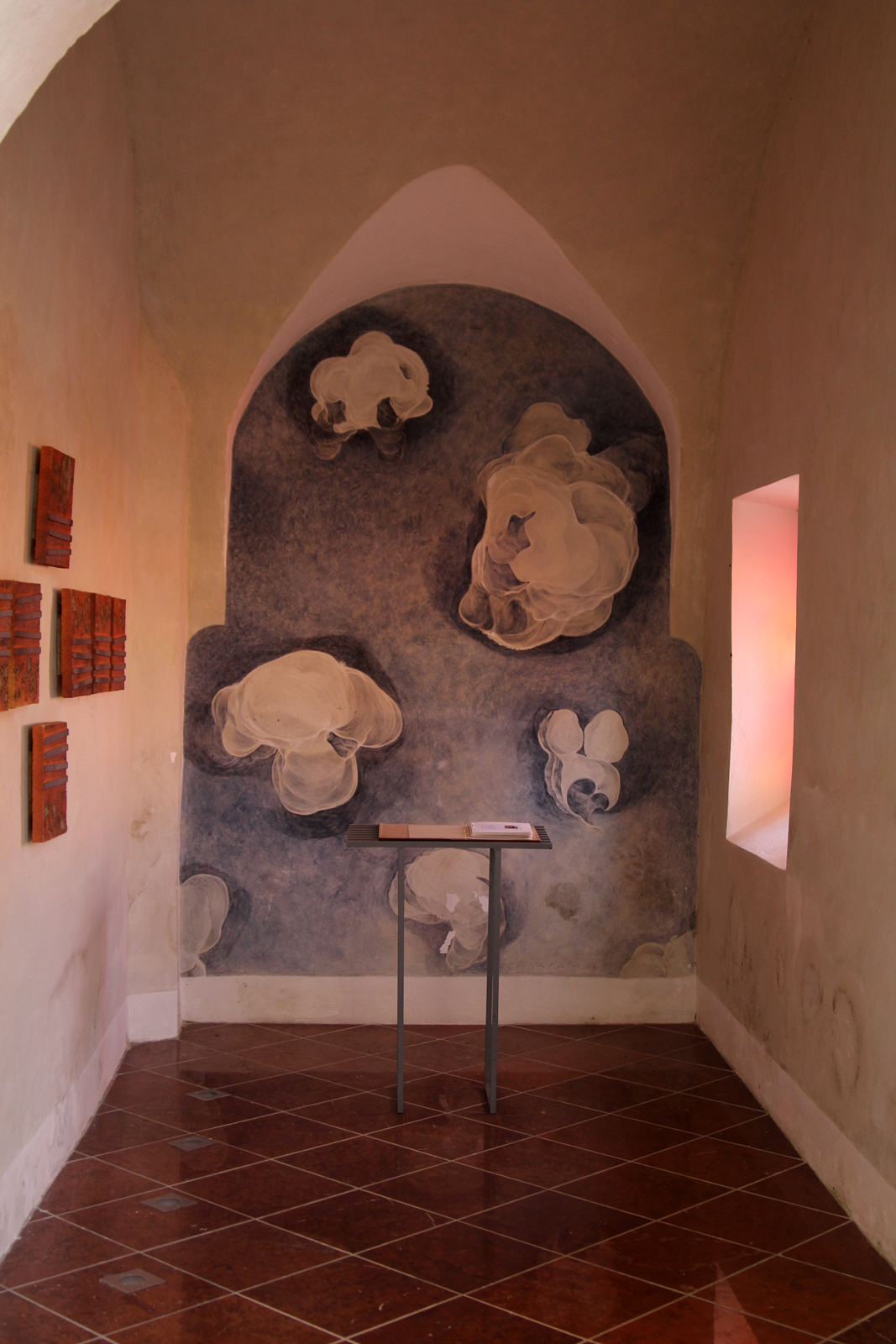
Die an die nördliche Torhalle anschließende Auferstehungskapelle

Der Eingangsbereich an der Nordseite der Kirche wurde in seiner knapp 500-jährigen Geschichte vermutlich am Vielfältigsten genutzt. Einst Treppenhaus, später Totenkapelle, Obduktionsraum, Abstellkammer, Aufstellungsort für Weihnachtskrippe und Heiligem Grab, und schließlich Beichtkapelle. Ursprünglich war der Raum der heutigen Kapelle von der Torhalle durch eine Mauer getrennt und nur vom Langhaus aus zu betreten. Johann Michael Vierthaler errichtete im Zuge der Barockisierung 1737 das bis heute zu sehende Raumkonzept, indem er das Treppenhaus vom Kircheninneren abtrennte, ein Gewölbe einzog, zwei Fenster ausbrach und es von der Torhalle aus begehbar machte. 1972 schließlich wurde das Nordportal der Kirche stillgelegt und zugemauert. Im damit nur mehr vom Kircheninneren begehbaren Raum wurde die Weihnachtskrippe und das Hl. Grab aufgestellt und er wurde als Beichtkapelle genutzt.
Mit dem Entschluss der Verantwortlichen der Pfarre, das spätgotische Raumkonzept konsequent umzusetzen und das zugemauerte Nordportal wieder zu öffnen, wurde auch eine künstlerische Neugestaltung des anschließenden Kapellenraumes sinnvoll möglich und im Konzept einer Auferstehungskapelle umgesetzt. Dem Konzept liegen der Anfang und das Ende menschlichen Seins, Schöpfung und Erlösung zu Grunde, ausgedrückt in den Texten der 2. Symphonie („Auferstehung“) von Gustav Mahler: dem „Urlicht“ des 4. Satzes und des Textes von Friedrich Gottlieb Klopstock und Gustav Mahler im Finale der Symphonie.
So gibt an der Westwand der Kapelle der Wiener Künstler Eduard Rahs (* 1958) in seiner Wandmalerei den Blick frei ins Universum, und damit auf das Unvorstellbare des Unendlichen und Ewigen („Urlicht“). Helle, schwebende Wesen, die er mit „Befreunde“ betitelt (einem in der Barockzeit gebräuchlichen Wort für Verwandte) symbolisieren Wesen, die noch einem Schöpfungsakt bedürfen oder durch den erlösenden Akt Christi wieder aus ihren menschlichen Körpern befreite Seelen.
Die von Helmut Michael Berger entworfenen Glasfenster zeigen den auferstandenen Christus (östliches Fenster) und die Hand als symbolisierte „Thomasgeschichte“ (westliches Fenster).
Die der Grundkonzeption zu Grunde liegenden Texte aus Mahlers „Auferstehungssymphonie“ hat der in St. Marienkirchen bei Schärding lebende Künstler Fritz Radlwimmer (* 1963) in acht Relieftafeln aus Ton gefasst, die in einer Kreuzform an der Südwand der Kapelle angebracht sind.
An der Ostseite der Torhalle wurde die ursprüngliche architektonische Situation mit einer Steinbank wieder hergestellt. Hier befindet sich in der Sitznische ein Holzschnitt (1986) des Linzer Künstlers Helmut Michael Berger, der das „wahre Antlitz“ Christi („vera ikon“) zeigt.

## Ausstattung
Der Innenraum mit seiner Ausstattung präsentiert sich heute wahrscheinlich so harmonisch wie nie zuvor. Durch die Renovierungs- und Restaurierungsarbeiten wurde es möglich eine behutsame Verbindung zwischen dem spätgotischen Raumgefühl, der barocken Bildhauerkunst und den Farbgebungen verschiedenster Epochen bis herauf zur Gegenwart zu schaffen.

### Hochaltar

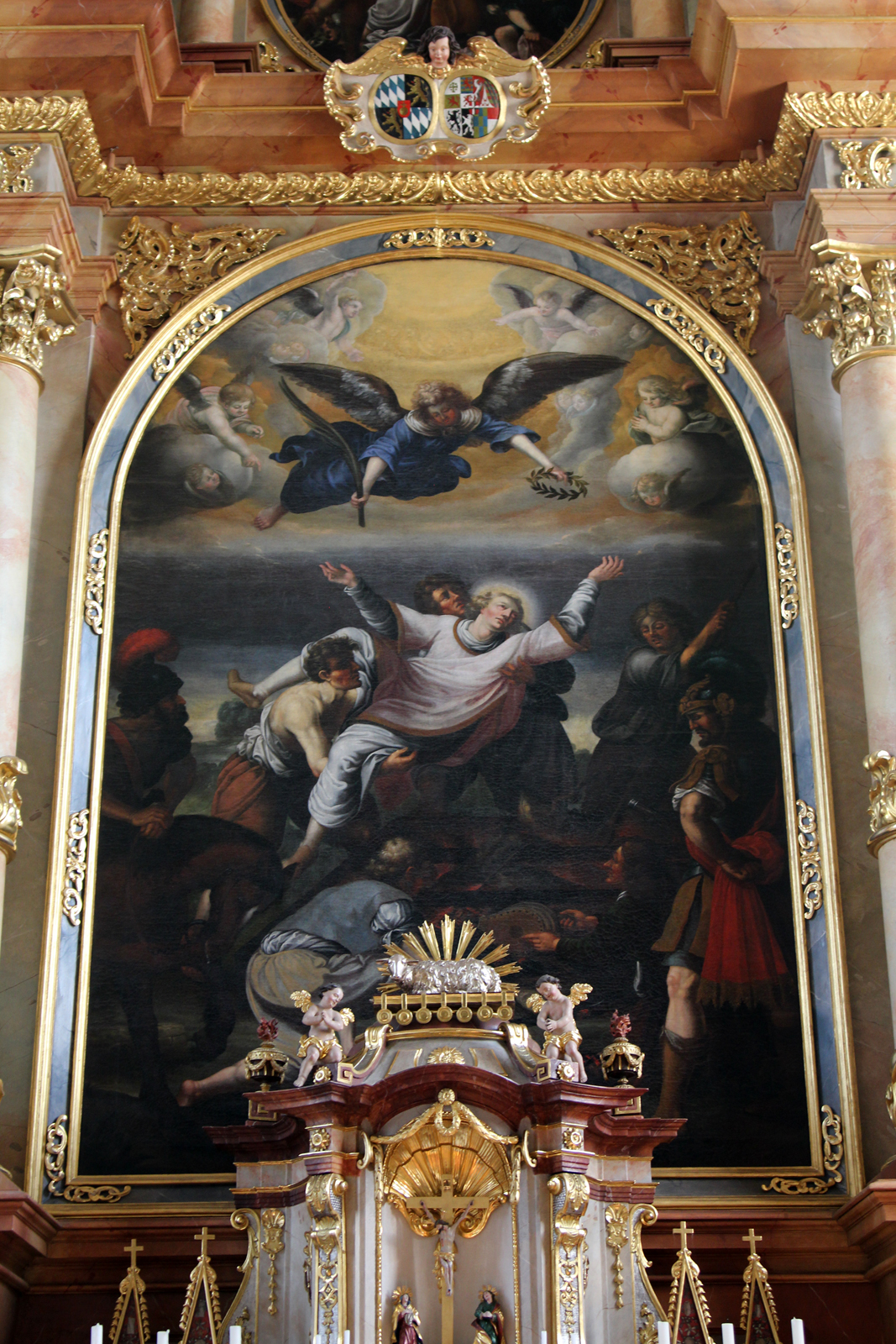
Das Hauptbild des Hochaltars, das durch einen unbekannten Maler um 1664 entstand, zeigt das Martyrium des Hl. Laurentius

Der Aufbau des im Jahr 1664 geschaffenen Hochaltars spricht architektonisch noch ganz die Sprache der Renaissance, lässt aber in der Gestaltung schon deutliche Anklänge des Barock erkennen. Stilistisch kann dieser zwischen den Brüdern Zürn und Thomas Schwanthaler eingeordnet werden. Zwischen den beiden Altarbildern findet sich am Gebälk das Wappen der Stifter des Altars, (dem Kurfürsten) Ferdinand Maria von Bayern (1636–1679) und seiner Gemahlin Henriette Adelheid von Savoyen (1636–1676). Die Schöpfer des Altares sowie der Altarbilder und der figuralen Ausstattung sind großteils unbekannt. Das große Altarbild, welches von lebensgroßen Statuen der Hl. Florian und Sebastian flankiert wird, zeigt das Martyrium des Laurentius (Kirchenpatron). Das kleine Altarbild zeigt die Steinigung des Hl. Stephanus (Patron des Bistums Passau, zu dem Altheim damals gehörte). Flankiert wird dieses Bild von den Hl. Ägidius und Johannes Nepomuk sowie den Erzengeln Michael und Gabriel. Im Giebel beschloss den Altar ursprünglich eine Madonna mit Kind, die heute besser sichtbar an der Nordseite des Chorbogens ihren Platz gefunden hat. Der Tabernakelaufbau ist rund 100 Jahre später entstanden. Die ursprünglich in Schwarz und Gold gehaltene Farbgebung wurde im Zuge der Renovierungsarbeiten in den 1980er Jahren erhalten und gesichert. Man entschied sich im Sinne der Wiedersichtbarmachung des spätbarocken Raumkonzeptes aber für die Fassung von 1737, in der sich der Altar heute präsentiert.

### Kanzel

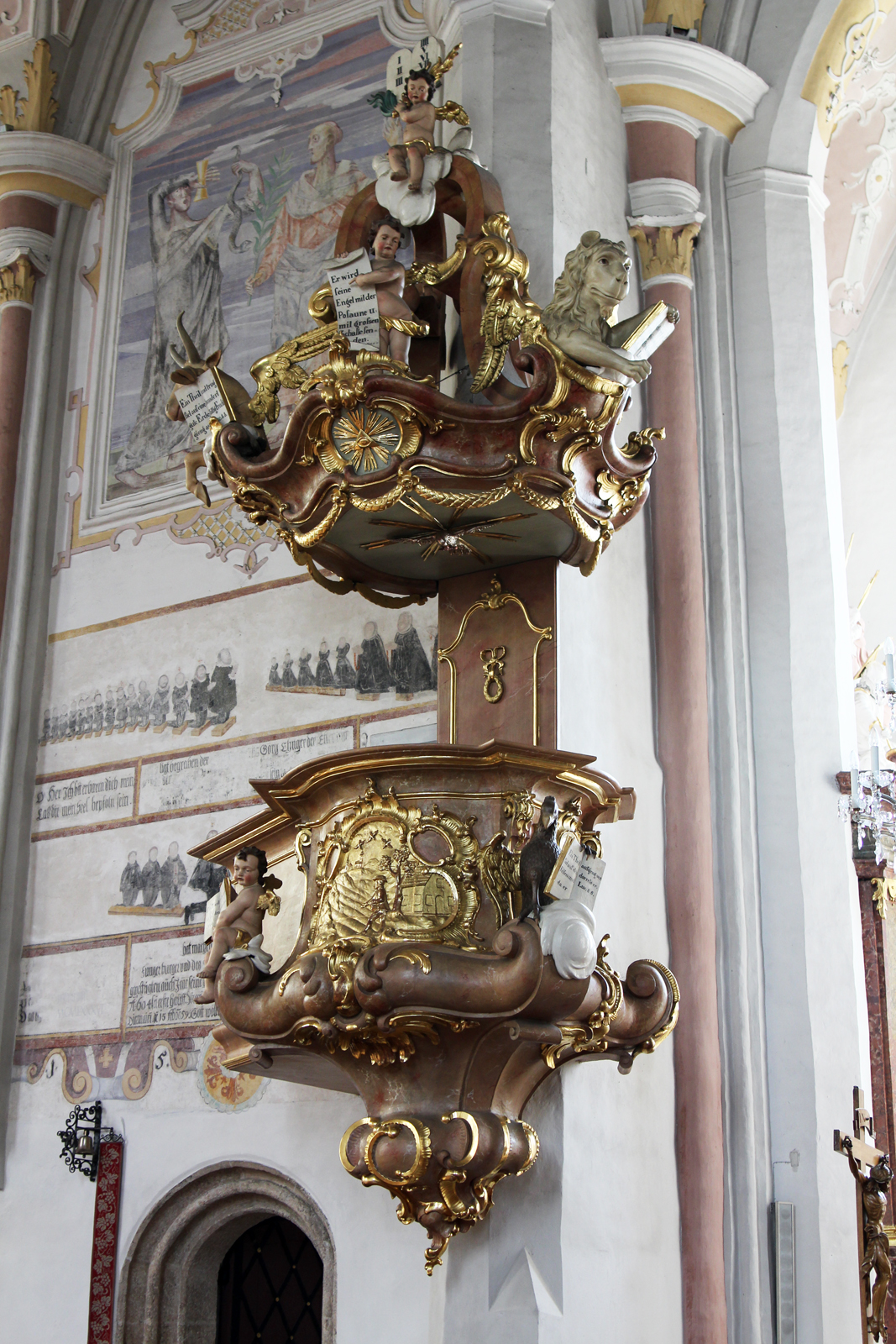
Die Kanzel (1758) und im Hintergrund das Memorialbild (158-) an der Südwand der Kirche

In der aus dem Jahr 1758 stammenden Kanzel präsentiert der unbekannte Schöpfer ein in sich geschlossenes Werk im Stil des Rokoko, das bis heute in seiner ursprünglichen Farbgebung zu sehen ist. Am Schalldeckel und am Kanzelkorb finden sich die vier Evangelisten, dargestellt durch ihre Symbolfiguren Adler (Johannes), Stier (Lukas), Löwe (Markus) und geflügelter Mensch (Matthäus). Die beiden Reliefbilder an der Kanzelbrüstung beziehen sich auf die Gleichnisse vom Sämann und dem Weizen im Unkraut.

### Seitenaltäre
Der Marienaltar in der vorderen Nordkapelle entstand um 1758 und ist in Stuckmarmor ausgeführt, der eine Wolkengloriole aus Stuck aufgesetzt ist. Im Zentrum des Altars steht eine 1992 von Leopold Raffetseder geschaffene Immaculata, flankiert von der Hl. Anna und dem Hl. Joachim eines unbekannten Meisters. Im Zuge der Renovierungen in den 1980er Jahren stellte man die spätbarocke Originalfassung der Altararchitektur wieder her.
Der Josephsaltar in der vorderen Südkapelle stammt aus derselben Zeit wie der Marienaltar und wurde wie dieser auch wieder in seine spätbarocke Erscheinungsform gebracht. Im Zentrum zu sehen ist hier der Hl. Joseph, flankiert von den Hl. Wolfgang und Nikolaus.
Der Magdalenenaltar in der hinteren Nordkapelle stammt etwa aus der Zeit um 1770 und zeigt stilistisch bereits deutliche Anzeichen des einsetzenden Klassizismus. Im Zentrum steht die Darstellung der am Kreuz knienden Hl. Magdalena, darunter, flankiert von zwei Engeln die Darstellung der Pietà.
Der Elendaltar in der hinteren Südkapelle entstand wie der Magdalenenaltar um 1770. Im Mittelpunkt steht hier Christus im Kerker, darunter zeigt ein Bild den Hl. Aloisius.

### Kreuzweg
Bis zur Innenrenovierung der Kirche in den 1980er Jahren befand sich in der Kirche ein Kreuzweg eines unbekannten Künstlers im klassizistischen Stil, welcher an den Wänden des Chores und Langhauses angebracht war. Im Zuge der Renovierung entschloss man zu einer Neuschaffung und beauftrage den Linzer Maler Helmut Michael Berger. Dieser schuf 1989 einen Zyklus auf ellipsenförmigen Holztafeln in Grisaille-Technik, dessen Farbspektrum jenem der Deckenfresken der vorderen Seitenkapellen entspricht. Die Tafeln sind an den Wänden im Chor in Stuckbögen gestellt.

### Fenster
Die Fensteröffnungen des Chores und des Langhauses sind ursprünglich in Form gedrückter Spitzbögen angelegt und so bis heute erhalten, wobei das im Zentrum der Apsis hinter dem Hochaltar liegende Fenster nachträglich zugemauert wurde. Ebenso waren an den Seitenwänden des Chores ursprünglich Fensteröffnungen vorhanden, und die zu einem späteren Zeitpunkt vermauert wurden. Die heute in den Fenstern enthaltenen Glasfenster sind Stiftungen Altheimer Bürger und Bürgerinnen aus dem Beginn des 20. Jh. In den Jahren 1992 und 1993 wurden an den Fenstern der Nord- und Ostseite außenliegende Schutzverglasungen angebracht.

## Orgel

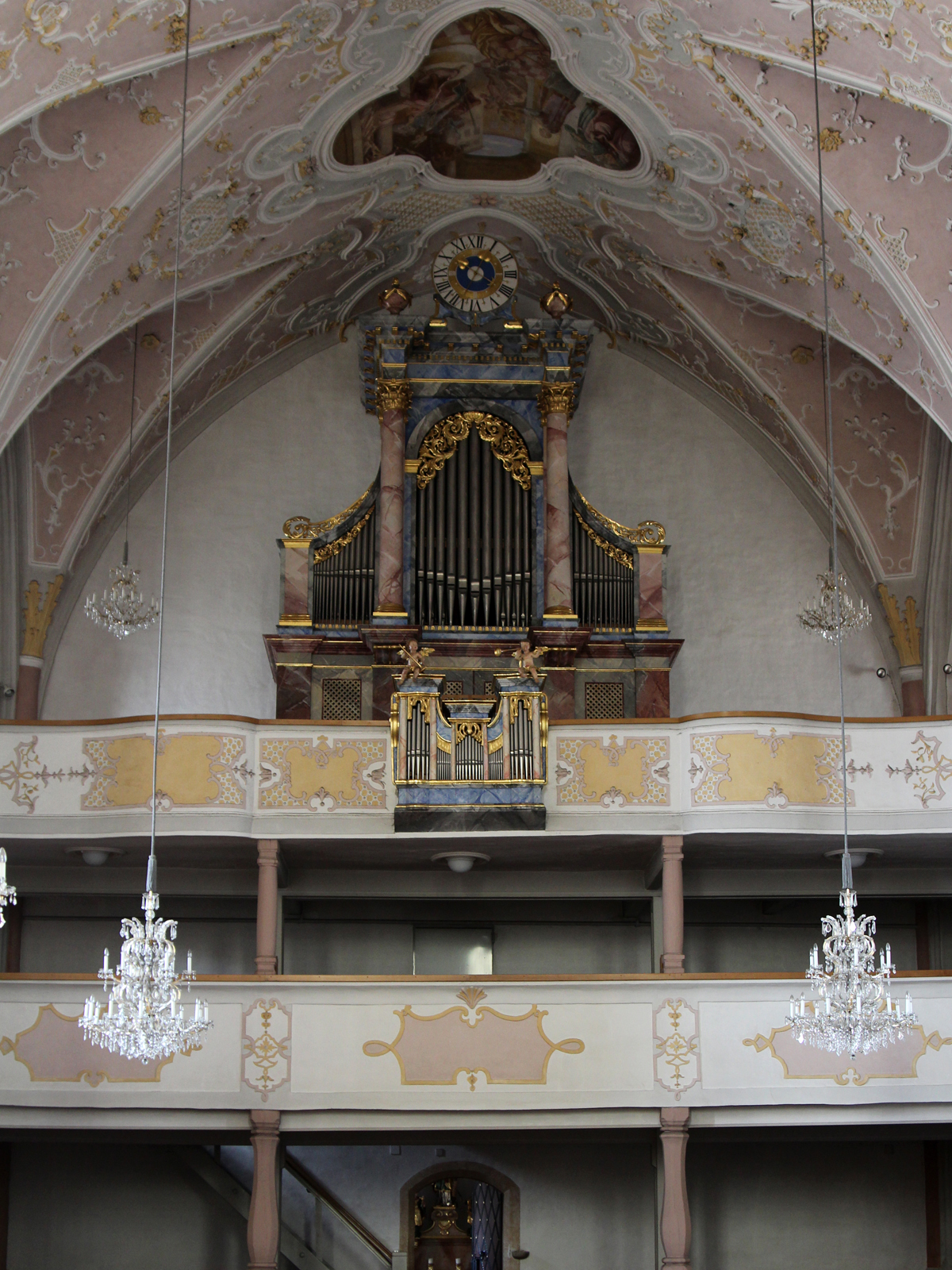
Die um 1845 gebaute und 1992–1994 wiederhergestellte Ludwig-Mooser-Orgel

Die heutige Orgel geht auf Ludwig Mooser zurück, der sie im Jahr 1845 geschaffen hatte. Als Vorbild für die Gestaltung des Gehäuses muss Mooser die von ihm umgebaute Salzburger Domorgel gewählt haben, wie ein Vergleich derselben vor Augen führt. Sein Werk für die Altheimer Kirche verfügte über 21 Register, verteilt auf zwei Manualen und Pedal. Die anfängliche Euphorie über die neue Orgel wich in den folgenden Jahren immer mehr, sie wurde abgelöst von Klagen u. a. über die schlechte Windversorgung und die schwergängige Traktur. Auch Anton Bruckner, 1891 zu Gast in Altheim, bemerkte, dass sie „ungeheuer schwer zu spielen“ sei. Aus diesem Grund wurden zahlreiche Reparaturen und Umbauten vorgenommen (1875, 1908, 1930 und 1964), von der die letzte die gravierendste war, und im Grunde eine Neufassung des Werkes im neobarocken Sinne entstand, das aber dennoch so viele technische Mängel aufwies, die die Orgel bis in die 1980er Jahre fast unspielbar machte. Daher entschloss man sich 1991 zu einem Neubau, der sich klanglich am ursprünglichen Konzept Moosers orientierte. Diesen Neubau führte der in den Niederlanden beheimatete Orgelbauer Sebastiaan F. Blank durch. Er schuf aus der verbliebenen historischen Substanz (Gehäuse, 4 Windladen und 645 Pfeifen) eine neue Orgel (27 Register, verteilt auf drei Manuale und Pedal) mit einer klanglichen Mischung aus barocken und biedermeierlichen Merkmalen, die 1994 fertiggestellt wurde. Die Architektur des Gehäuses blieb in ihrem originalen Zustand erhalten. Da die Farbgebung des Jahres 1845 sich nur schlecht in das neue spätbarocke Raumkonzept einfügte, entschied man sich hier für eine Neufassung.

### Disposition seit 1994
| I Hauptwerk C–f3 |    |     |
| Principal        | 8′ | M   |
| Pourton          | 8′ | M/B |
| Copel            | 8′ | M   |
| Gamba            | 8′ | M   |
| Oktav            | 4′ | M   |
| Waldflöte        | 4′ | B   |
| Quint            | 3′ | M   |
| Piccolo          | 2′ | M/B |
| Mixtur V         | 2′ | M/B |
| Mixtur III       | 1′ | M/B |

| II Unterwerk C–f3 |    |     |
| Flauto            | 8′ | B   |
| Salicet           | 8′ | B   |
| Octav             | 4′ | M   |
| Dulciana          | 4′ | M/B |
| Flageolet         | 2′ | M/B |
| Aeoline           | 8′ | B   |

| III Brüstungspositiv C–f3 |    |   |
| Copel douce               | 8′ | M |
| Flute d‘amour             | 4′ | B |
| Praestant                 | 2′ | B |
| Cornet II                 | 2′ | B |
| Siflet                    | 1′ | B |
| Aeoline                   | 8′ | B |

| Pedal C–d1 |     |     |
| Subbass    | 16′ | M/B |
| Violonbass | 8′  | M/B |
| Quintbass  | 6′  | M/B |
| Octavbass  | 4′  | B?  |
| Bombarde   | 16′ | M/B |

- Koppeln: II/I, I/P
- Nebenregister: 2 Tremulanten, „Tremolo Ripieno“ auf das ganze Werk, „Tremolo Dolce“ auf das Brüstungspositiv

Anmerkungen
1. ↑  Holz offen, in 8′ Lage
2. ↑  Große Oktave mit Flauto 8′ zusammengeführt; ab c2 überblasend
3. ↑  Zunge nach Art eines Dulcian 8′
4. ↑  Bezeichnet einen ganz kommunen Octavbass 8′
5. ↑  Enthält neben Pfeifen von Blank alte Pfeifen unbekannter Herkunft

M = Ludwig Mooser (1845)
B = Sebastiaan F. Blank (1994)

### Technische Daten
- Stimmung:
  - Winddruck: 64 mmWS
- Stimmung:
  - Höhe a1= 440 Hz bei 20 °C
  - Wohltemperierte Stimmung (1⁄6 pythagoreisches Komma)

## Glocken
Das erste Geläut, von dem man heute weiß, stammt aus der Zeit um 1700. Da dieses klangschwach war, wurde im Jahr 1836 in der Glockengießerei Gugg in Braunau ein neues Geläute, bestehend aus den Tönen f', g' und b', bestellt. Im Jahr 1908 kam zu diesem Geläut, anlässlich des Kaiserjubiläums noch eine vierte, große Glocke (Guss in der Glockengießerei Gugg in Linz) hinzu. Bis auf die kleinste Glocke mussten im Ersten Weltkrieg alle abgegeben werden. 1922 wurden in einer Wiener Glockengießerei neue Glocken bestellt, die aber, bis auf eine, im Zweiten Weltkrieg wiederum alle abgegeben werden mussten. Die verbliebene Glocke wurde bei der Bestellung des neuen Geläutes nach dem Zweiten Weltkrieg abgegeben und das heutige Geläut konnte daraufhin 1949 von der Glockengießerei Pfundner in Wien gegossen werden. Das bestehende Geläute hat ein Gesamtgewicht von 4430 kg und besteht aus 4 Glocken in einem Dur-Moll-Motiv, mit den Schlagtönen c', es', g' und b'.